# Сахле Денгел
Сахле Денгел био је етиопски цар (негуш негасти) између 1832. - 11. фебруара 1855, у несрећном периоду за Етиопију званом Земене Месафинт (Доба принчева). Он је био син Гебре Месаја, наводног потомка млађег сина цара Фасилидеса.

## Биографија
Сахле Денгел био је у великој мери само марионета у рукама свог регента, Рас Алија II, члана владарске породице из племена Оромо из округа Јеџу. Едуард Рипел, који је посетио етиопски главни град Гондар 1833, забележио је да цар има тако скроман приход, који је једва нешто већи од просечно сиромашног Етиопљанина, а да расови Тиграја, Шое и Амхаре нису у могућности да стану на крај сталним сукобима и крвопролићима.
Сахле Денгела на трон је поставио Рас Али ИИ, али су његови свештеници посумњали у верску исправност Сахле Денгела и уверили његова патрона Рас Алија ИИ да треба да га уклони. Рас Али ИИ послушао је њихов савет, те послао Сахле Денгела у егзил у Зенгај, а његова брата Гебре Крестоса, вратио из егзила на острву Митраха (Језеро Тана), те га поставио за цара. Међутим, Гебре Крестос је умро након свега три месеца, тако да је Рас Али ИИ поновно у октобру 1832, вратио Денгела на трон. У то исто време, један монах по имену Егвале Анбеса јавно је објавио своје право на царски етиопски трон, позивајући се на једну од легенди, да ће само цар Теодор вратити Етиопији мир. Сахле Денгел се искрао из свог двора у Гондару, отишао до кампа где је био Анбеса, и одрезао му главу, коју је касније изложио на стаблу, да је сви гледају.
Након смрти раса Кинфуја, етиопски господари рата, бројни расеви борили за контролу својих поседа у Гоџаму. На крају је лукава и моћна мајка Алија ИИ, Менен Либен Амеде, успела да надвлада све противнике. Она је у бици код Ченти Бера (октобар 1839), успела да победи и зароби Кинфујевог рођака Валду Теклеа. Недуго након тога, она је свргнула Сахле Денгела са трона 29. августа 1840. у корист свог новог мужа Јоханеса III
Новоустоличени цар Јоханес III убрзо је разљутио свог протектора Алија II, јер је дао предност његовом љутом противнику Вубе Хајле Маријаму, тако да је он убрзо након тога у октобру 1841. поновно вратио на трон Сахле Денгела.
Сахле Денгел се одржао на трону до 1848, јер га је тад Гошу Зевде затекао у Гондару као раса.
Јоханес III је некако успео да се врати на трон око 1850, али је већ 1851. свргнут, опет од Сахле Денгела. Но Јоханес се није с тиме мирио, тако да су он и Сахле Денгел владали расцепканим деловима смањеног Етиопског царства, све док на сцену није ступио Теводрос II, који је докинуо то стање звано Земене Месафинт.

## Писма Сахле Денгела
Иако је без стварне моћи и власти, Сахле Денгел писао је разним утицајним особама изван Етиопије користећи се царским насловом и печатом. Постоји читав пакет његових писама, па је тако писао англиканском бискупу Јерусалима Самуелу Гобату у априлу 1848, молећи га за помоћ при обнови етиопског власништва над самостаном Дар-ес-Султан. Он је писао и британској краљици Викторији и молио је да утиче на валију Египта, Мухамед Алија да овај повуче своју војску из Етиопије и Гондара.